# 永井健三
永井 健三（ながい けんぞう、1901年〈明治34年〉3月21日-1989年〈平成元年〉7月17日）は、宮城県出身の通信工学者。昭和11年母校東北帝大の教授となり、31年東北大電気通信研究所長。39年東北学院大学教授。テレビの伝送機器、磁気記録機器の研究で知られる。学士院会員。紫綬褒章。
録音技術、交流バイアス方式を発明し、五十嵐悌二とともに国産初のテープレコーダーを開発。交流バイアス法は、データを再生した際の雑音やひずみを抑えることができ、これによって、音声データの長時間録音は実用段階となった。

## 経歴
1925年、東北帝国大学工学部電気工学科を卒業。同時に同大学講師に就任し、抜山平一教授に師事。任官以降、39年にわたって大学在職、その間29年教授、大学附置の電気通信研究所にも30年余兼務。1977年、学士院会員就任。定年により東北大学退官後、東北学院大学工学部長就任。大学評議員、研究所所長、電気通信学会会長、日本学術会議会員、電波技術審議会委員、日本学術振興会常置委員会委員長などを歴任。

## 業績
永井健三の研究領域は、幅広く、電気工学、電子工学、情報工学の広い範囲において多岐にわたっている。代表的な業績である磁気録音における高調波バイアス法(交流バイアス方式)のほか、磁気録音の理論的ならびに実験的な研究を進め、磁気テープ、磁気ヘッドの改良にも貢献、今日社会に広く利用されている磁気的レコーダーの利用の道を開拓（この功績に対して昭和34年に紫綬褒章が授与される）。 電気回路網に関する理論研究にも長年にわたって従事し、理論の体系化に貢献。その結果生まれた著書「伝送回路網学」は、通信、電子、情報の分野の技術者、学生に幅広く読まれ、これに対して電気通信学会より功績賞を受賞。
また、一個の電送路で多重の同時通話を行うと、雑音が混入して会話が不明瞭になる、という問題を解決するために、雑音の影響が少ない新しい多重通信方式を考案し、それに必要な装置と伝送回路に関する広範囲の問題を研究し、この分野の基礎を築き、この功績によって河北文化賞を受賞。
さらに、周波数の安定した発振器の必要性が大きいことに早くから着目した永井は、音片を二枚貼り合わせることによって、温度係数の小さい極めて安定した発信器を開発。これは戦後の写真電送の同期用に広く利用された。
その他、リレーに関する研究、音声の研究、立体録音の研究などで多大な成果を挙げ、これらの研究成果は広く放送や電気通信の分野に大きく貢献。これらの成果に対し昭和37年には放送文化賞を受賞。

## 著書
- 『伝送回路網学』（神谷六郎と共著、コロナ社、1937年発行）